# Теорія чисел
Теорія чисел або вища арифметика — галузь математики, яка розпочалась з вивчення деяких властивостей натуральних чисел, пов'язаних з питаннями подільності і розв'язання алгебраїчних рівнянь у натуральних (а згодом також цілих) числах.
В теорії чисел у широкому розумінні розглядаються як алгебраїчні, так і трансцендентні числа, а також функції різноманітного походження, які пов'язані з арифметикою цілих чисел та їх узагальнень. У дослідженнях з теорії чисел, поряд з елементарними і алгебраїчними методами застосовуються також геометричні і аналітичні.

## Історія
Теорія чисел походить з далекого минулого, вавилонська глиняна табличка Plimpton 322 (XVIII ст. до н. е.) містить список цілих розв'язків рівняння {\displaystyle a^{2}+b^{2}=c^{2}}, пізніше названих піфагоровими трійками, числа в ній досить великі, щоб знайти їх простим перебором.

### Стародавня Греція
Вагомий внесок до становлення теорії чисел зробили піфагорійці, Евклід і Діофант.
Частина книги Евкліда Начала присвячена простим числам та подільності чисел, зокрема він розробив алгоритм знаходження найбільшого спільного дільника двох чисел (алгоритм Евкліда) та довів нескінченність множини простих чисел. Питання про прості числа, від часів Евкліда і дотепер, складають одну із провідних тем к теорії чисел.
Діофант Александрійський, на відміну від усіх попередніх математиків стародавньої Греції, що розв'язували задачі класичної алгебри описуючи їх геометрично, використовував алгебраїчні терміни для задач, які тепер відносяться до алгебраїчної геометрії. За що ввійшов в історію математики як «батько алгебри».
У своїй праці «Арифметика», він перелічив опрацьовані задачі із знаходження раціональних розв'язків для систем поліноміальних рівнянь. Тепер такі рівняння називаються діофантовими.

### Середньовіччя
У працях Аріабхати трапляється аналог алгоритму Евкліда.
Брамагупта вивчав діофантові рівняння другого степеня, зокрема рівняння, яке пізніше назвали рівняння Пелля.
Китайські математики відомі своєю теоремою про залишки, для доведення якої потрібен алгоритм Евкліда.
Багато творів грецьких та індійських математиків були переведені на арабську, в тому числі «Арифметика» Діофанта та «Брама-спхута-сіддханта» Брамагупти. Це дало початок математиці в арабських країнах.
В Європі, за виключенням роботи Фібоначчі про квадрати в арифметичних прогресіях, роботи по теорії чисел стали з'являтись тільки в період пізнього Ренесансу після перекладу «Арифметики» Діофанта на латину.

### Ферма
П'єр Ферма (1601—1665) ретельно вивчав «Арифметику» Діофанта, спочатку його зацікавили досконалі та дружні числа, а потім діофантові рівняння.
Доробок Ферма в теорію чисел включає:
- Мала теорема Ферма: якщо {\displaystyle a} не ділиться на просте число {\displaystyle p}, тоді {\displaystyle a^{p-1}\equiv 1{\pmod {p}}}.
- Теорема Ферма про суму двох квадратів: якщо {\displaystyle a} та {\displaystyle b} взаємно прості, тоді {\displaystyle a^{2}+b^{2}} не ділиться ні на яке просте число, що рівне {\displaystyle -1} по модулю {\displaystyle 4}. Довільне просте число рівне {\displaystyle 1} по модулю {\displaystyle 4} може бути записане в формі {\displaystyle a^{2}+b^{2}.}
- формулювання Великої теореми Ферма (1637): рівняння {\displaystyle x^{n}+y^{n}=z^{n}} не має розв'язку в цілих числах для всіх {\displaystyle n\geq 3}. Ферма довів її для випадку {\displaystyle x^{4}+y^{4}=z^{4}}.

Спроби довести Велику теорему Ферма виявилися надзвичайно плідними для розвитку теорії чисел, вони призвели до виникнення алгебраїчної теорії чисел і, певною мірою, абстрактної алгебри.

### Ейлер
Леонард Ейлер (1707—1783) почав цікавитись теорією чисел через задачі, сформульовані Ферма.
Доробок Ейлера в теорію чисел включає:
- Доведення для багатьох задач, сформульованих Ферма, та їх узагальнення.
- Доведення Великої теореми Ферма для випадку {\displaystyle x^{3}+y^{3}=z^{3}}.
- Зв'язок між рівнянням Пелля та ланцюговими дробами.
- Засади аналітичної теорії чисел: сума чотирьох квадратів, розбиття числа, п'ятикутні числа, розподіл простих чисел.
- Знайшов зв'язок між діофантовими рівняннями та еліптичними інтегралами.

### Лагранж, Лежандр, Гаус
Лагранж (1736—1813) першим узагальнив роботи Ферма та Ейлера, від вивчення рівняння Пелля він перейшов до квадратичних форм.
Лежандр (1752—1833) сформулював квадратичний закон взаємності, довів Велику теорему Ферма для {\displaystyle n=5}.
Гаус (1777—1855) у своїй книзі Disquisitiones Arithmeticae (1798) довів закон квадратичної взаємності, завершив розробку теорії квадратичних форм, ввів позначення для рівності чисел по модулю, розробив тести простоти.

### Сучасна теорія чисел
Роботи Галуа, Діріхле, Рімана та багатьох інших продемонстрували продуктивність аналітичного напрямку в розв'язанні теоретико-числових питань.
Для потреб теорії чисел почали застосовуватись комплексний аналіз, теорія груп, теорія Галуа.

## Вибрані проблеми теорії чисел
Одна з привабливих рис теорії чисел — це величезна кількість оманливо простих питань, які водночас належать до найглибших у математиці. Це означає, що будь-яка зацікавлена в математиці людина може вийти з новою і привабливою проблемою, формулювання якої не потребує спеціальних знань, і розпочати дослідження з неї, отримуючи попередні результати, але може статися, що повна відповідь невідома і вимагає цілком нових ідей, а часто і методів з зовсім інших галузей математики, деколи приводячи до виникнення цілого розділу математики.
Чимало питань теорії чисел залишаються відкритими протягом століть (наприклад,
велика теорема Ферма), та навіть і тисячоліть (див. проблема конгруентних чисел). Це особливо стосується питань про прості числа. До того ж, будь-яка вже розв'язана проблема теорії чисел за невеликої зміни умов веде до нових, які можуть виявитися як набагато легшими, так і набагато важчими за початкову. У таблиці наведено деякі з відомих проблем теорії чисел.
| Проблема                                                         | Опис | Коментар |
| ---------------------------------------------------------------- | --- | --- |
| Довільно великі прості числа.                                    | Чи існують довільно великі прості числа? Як їх знаходити? | Евклід довів існування нескінченної кількості простих чисел. Ератосфен надав метод перевірки на простоту за допомогою решета Ератосфена. Ефективні методи генерації великих простих чисел становлять надзвичайно великий інтерес у криптографії. У 2002 р. Агравал-Кайал-Саксена довели, що перевірка на простоту може бути виконана за поліноміальний час. |
| Факторизація цілих чисел.                                        | Розкласти дане ціле число у добуток простих. | На запит криптографії розроблено чимало методів, але невідомо, чи існує алгоритм факторизації за поліноміальний час. Шор винайшов такий алгоритм для квантового комп'ютера. |
| Досконалі числа                                                  | Досконале число дорівнює сумі своїх власних дільників, {\displaystyle n=\sigma (n)-n}. Найменші досконалі числа: {\displaystyle 6=1+2+3} та {\displaystyle 28=1+2+4+7+14}. Знайти всі парні досконалі числа. Чи існують непарні досконалі числа? | Ейлер довів, що будь-яке парне досконале число має вигляд {\displaystyle n=2^{p-1}(2^{p}-1)}, де {\displaystyle 2^{p}-1}—просте число Мерсенна. Невідомо, чи скінченна множина простих Мерсенна. Невідомо, чи існують непарні досконалі числа, але доведено, що якщо існують, то вони мають бути надзвичайно великими. |
| Дружні числа.                                                    | Два числа — дружні, якщо кожне з них дорівнює сумі дільників іншого, {\displaystyle \sigma (A)=A+B=\sigma (B),} наприклад, {\displaystyle (220,284),} відкриття яких приписується Піфагору. Надати формули для знаходження дружніх чисел. Чи існують непарні дружні числа? | у 9 ст. Табіт ібн Курра надав правило для знаходження дружніх чисел, яке перевідкрили Ферма і Декартом і узагальнив Ейлер, який також знайшов непарні дружні числа. Невідомо, чи існує нескінченна кількість дружніх чисел, але Боро висунув гіпотезу, що це так, і підтримав її обширними обчисленнями за допомогою комп'ютера. |
| abc-гіпотеза                                                     | | Невідомо. Із abc-гіпотези випливає велика теорема Ферма. |
| Гіпотеза Гольдбаха                                               | Будь-яке парне натуральне число {\displaystyle n\geq 4} є сумою двох простих. | Невідомо. Восьма проблема Гільберта. |
| Постулат Бертрана                                                | Для будь-якого {\displaystyle n\geq 2} існує принаймні одне просте число між {\displaystyle n} та {\displaystyle 2n}. | Доведений Чебишовим елементарними методами. В аналогічному питанні про існування простого між {\displaystyle n^{2}} і {\displaystyle (n+1)^{2}} (гіпотеза Лежандра) очікується позитивна відповідь, але це ще не доведено. |
| Формула для простих чисел.                                       | Знайти формулу, яка надаватиме прості числа. | Ейлер знайшов поліном {\displaystyle p(n)=n^{2}+n+41}, всі значення якого для {\displaystyle 0\leq n\leq 39} — прості. Загальна відповідь невідома, але вважається, що точної формули не існує. Поліном Матіясевича (від багатьох змінних) має властивість, що всі його додатні значення — прості числа. |
| Закон розподілу простих чисел                                    | Знайти кількість {\displaystyle \pi (n)} простих чисел, менших за {\displaystyle n}. | Асимптотична форма закону {\displaystyle \pi (n)\sim {\frac {n}{\ln(n)}}} доведена Адамаром і Ле Валле-Пуссеном за допомогою комплексного аналізу, а також Ердьошем і Сельбергом елементарними методами. Ріман відкрив явну формулу для {\displaystyle \pi (n)} через нулі дзета-функції {\displaystyle \zeta (s)}. |
| Гіпотеза Рімана                                                  | Дійсна частина всіх нулів ріманової дзета-функції {\displaystyle \zeta (s)} у смузі {\displaystyle 0<Re(s)<1} лежить на прямій {\displaystyle Re(s)={\frac {1}{2}}}. | Невідомо. Одна з проблем тисячоліття. |
| Прості числа-близнюки                                            | Скінченна чи нескінченна множина пар простих чисел вигляду {\displaystyle n\pm 1}? | Невідомо. Але відомо, що ряд простих-близнюків — збіжний (на відміну від ряду всіх простих {\displaystyle \sum {\frac {1}{p}}}). Також невідомо, чи скінченна множина простих Софі Жермен. |
| Арифметичні прогресії простих чисел.                             | Чи існує нескінченно багато простих чисел вигляду {\displaystyle an+b}, де {\displaystyle a,b} — дані взаємно прості числа? Чи існує арифметична прогресія, яка складається виключно з простих чисел і довжина якої перевищує довільно велике натуральне число? | За теоремою Діріхле про прості в арифметичних прогресіях, доведеною в XIX столітті, відповідь на перше питання — так. Друге питання розв'язали 2004 року Беном Ґрін і Теренсом Тао, і відповідь — так. |
| Трансцендентні числа                                             | Чи існують числа, які не задовільняють жодному алгебраїчному рівнянню з раціональними коефіцієнтами, трансцендентні числа? Алгебраїчні чи трансцендентні числа {\displaystyle e,\pi ,\ln 2,{\sqrt {2}}^{\sqrt {2}}}? | Перші трансцендентні числа знайшов Ліувілль за допомогою діофантових наближень. Трансцендентність {\displaystyle e} доведена Ермітом, а {\displaystyle \pi } — Фердинандом фон Ліндеманом. З теореми Ліндемана випливає неможливість квадратури круга. Трансцендентність {\displaystyle a^{b}}, де {\displaystyle a\neq 0,1} — алгебраїчне число і {\displaystyle b} — дійсне ірраціональне число доведена Гельфондом і Шнайдером. |
| Піфагорові трійки.                                               | Знайти всі трійки {\displaystyle a,b,c} цілих чисел, для яких виконується {\displaystyle a^{2}+b^{2}=c^{2}}. | Розв'язано за античних часів. |
| Велика теорема Ферма.                                            | Рівняння {\displaystyle a^{n}+b^{n}=c^{n}} з {\displaystyle n\geq 3} не має розв'язків у цілих числах {\displaystyle a,b,c\neq 0}. | Одна з найвпливовіших проблем в історії математики. Ферма навів доведення для {\displaystyle n=4} і стверджував, що знайшов доведення у загальному випадку, яке або ніколи не існувало, або було втрачено. У 19 ст. докладно досліджена, передусім, Куммером, який довів її для всіх {\displaystyle n} менших за {\displaystyle 100} за допомогою вивчення однозначності факторизації у циклотомічних полях. Майже за 350 років після Ферма, у 1994 р. остаточно доведена Ендрю Вайлсом, який задля цього довів окремі випадки гіпотези Таніями-Шимури. |
| Рівняння Пелля.                                                  | Знайти всі розв'язки рівняння {\displaystyle x^{2}-dy^{2}=1} у цілих числах. | Розв'язано індійськими математиками, і незалежно і пізніше — європейськими. Якщо замінити праву частину на {\displaystyle -1}, ще й досі невідомо, для яких {\displaystyle d} існуватиме розв'язок. |
| Представлення цілих чисел сумами квадратів.                      | Визначити умови, за яких дане натуральне число {\displaystyle n} є сумою {\displaystyle k} квадратів і надати формулу для кількості представлень. | Критерій представлення сумою двох квадратів було сформульовано Ферма і доведено Ейлером, для трьох квадратів маємо результат Гауса. За теоремою Лагранжа (18 ст.), будь-яке натуральне число є сумою чотирьох квадратів. Питання кількості представлень вивчалося багатьма видатними математиками (Гаус, Якобі, Мінковський, Рамануджан), але повна відповідь відома лише для спеціальних значень {\displaystyle k=2,4,8,24} та декількох інших. У 2005 р. Конен і Імамоглу досягли часткової відповіді для парних {\displaystyle k}. |
| Розв'язання довільних діофантових рівнянь.                       | Знайти алгоритм для з'ясування того, чи має дане діофантове рівняння розв'язки у цілих числах (десята проблема Гільберта). | Неможливість існування такого алгоритму доведена Матіясевичем. Для довільного алгебраїчного числового поля, питання залишається відкритим (2007 р.). |
| Квадратичний закон взаємності Гауса.                             | Якщо {\displaystyle p\neq q} — прості числа, то виконується {\displaystyle \left({\frac {p}{q}}\right)\left({\frac {q}{p}}\right)=(-1)^{\frac {(p-1)(q-1)}{2}}}, де символ Лежандра {\displaystyle \left({\frac {p}{q}}\right)} дорівняє {\displaystyle 1,} якщо ціле {\displaystyle p} — квадрат {\displaystyle (\operatorname {mod} \,q)}, і {\displaystyle -1} в іншому випадку.                                                  | Гаус надав принаймні шість доведень свого закону. Певні узагальнення на алгебраїчні числові поля було отримано Е.Артіном і Шафаревичем, але найзагальніший закон взаємності ще досі не знайдено (дев'ята проблема Гільберта), хоча його існування випливає з гіпотез Ленглендса. |
| Однозначність факторизації цілих алгебраїчних чисел.             | Чи виконується у кільці {\displaystyle R=\mathbb {Z} [\zeta ]}, {\displaystyle \zeta =e^{\frac {2\pi i}{n}}} цілих циклотомічних чисел однозначність факторизації на прості множники? Те саме питання для цілих алгебраїчних чисел у квадратичному полі {\displaystyle \mathbb {Q} [{\sqrt {D}}]}. | |
| Спеціальні значення {\displaystyle \zeta (m),m\in \mathbb {Z} .} | Знайти суму ряду {\displaystyle \zeta (m)=\sum {\frac {1}{n^{m}}}} для цілих значень {\displaystyle m}. | Ейлер точно обчислив {\displaystyle \zeta (m)} у додатних парних точках і від'ємних непарних точках, довівши, що {\displaystyle \zeta (2k)/\pi ^{2k}} і {\displaystyle \zeta (1-2k)} — раціональні числа (розглядання значень {\displaystyle \zeta (1-2k)} потребує належного обґрунтування, тому що ряд не збігається!) Ці результати Ейлера неодноразово узагальнювалися і вчинили величезний вплив на подальший розвиток теорії чисел. Точне значення {\displaystyle \zeta (3)} не знайдено, але у 1978 р. Роже Апері елементарними методами довів його ірраціональність. Невідомо, чи раціональні {\displaystyle \zeta (2k+1)}, {\displaystyle k\geq 2}. |
| Арифметичні властивості коефіцієнтів аналітичних функцій.        | Дослідити арифметичні властивості коефіцієнтів Фур'є модулярних форм, наприклад форми Рамануджана {\displaystyle \Delta =q\prod _{k\geq 1}(1-q^{k})^{24}=\sum _{n\geq 1}\tau (n)q^{n}}. | Рамануджан знайшов, але не довів, чимало властивостей функції {\displaystyle \tau (n)}, наприклад її мультиплікативність: {\displaystyle \tau (mn)=\tau (m)\tau (n)}, якщо {\displaystyle m,n} — взаємно-прості числа. Це було доведено Морделом і узагальнено Гекке. Досі невідомо, чи може {\displaystyle \tau (n)} дорівнювати нулю (гіпотеза Лемера). Коефіцієнти мероморфних модулярних функцій, таких як Модулярний інваріант {\displaystyle j=q^{-1}+744+196884q+\ldots }, цілком несподівано уявились пов'язані із найбільшою спорадичною скінченною простою групою Монстром. Частину цього monstrous moonshine довів Борчердс.                      |
| Дванадцята проблема Гільберта                                    | Кронекер і Вебер довели, що будь-яке скінченне абелеве розширення поля {\displaystyle \mathbb {Q} } раціональних чисел — циклтомічне, тобто міститься у полі {\displaystyle \mathbb {Q} (\exp(2\pi i/n))}, побудованому приєднанням значень експоненціальної функції. Знайти функції, за допомогою яких можна побудувати абелеві розширення довільного числового поля {\displaystyle \mathbb {K} .} (Дванадцята проблема Гільберта). | Якщо замінити раціональні числа на гаусові числа, чи, загальнішим чином, довільне уявне квадратичне поле {\displaystyle \mathbb {Q} ({\sqrt {D}})}, {\displaystyle D<0}, то за теорією комплексного множення належні функції — це модулярні функції щільно пов'язані з модулярним інваріантом {\displaystyle j}. Відомі ще деякі узагальнення (Шимура, Мазур-Вайлс), але взагалі проблема залишається відкритою. |
|                                                                  | | |
| Гіпотеза Морделла.                                               | Рівняння {\displaystyle f(x,y)=0}, де {\displaystyle f(x,y)} — поліном з раціональними коефіцієнтами і род відповідної алгебраїчної кривої більший за одиницю, має лише скінченну множину розв'язків у раціональних числах. | «Загальний» поліном степені чотири і вище задовільняє умові гіпотези. Для степені два проблема була попередньо розв'язана Лежандром: розв'язків або взагалі не існує, або нескінченно багато, і є простий крітерій, який відрізняє ці випадки. Для степені три одержуємо еліптичну криву, для яких питання скінченності чи нескінченності числа розв'язків ще досі вивчаються. Гіпотеза Морделла була доведена у 1982 р. Фальтінгсом. |
| Гіпотези Вейля.                                                  | Локальна дзета-функція {\displaystyle Z(t)} гладкого алгебраїчного многовида над скінченним полем є раціональною функцією змінної {\displaystyle t}, для якої виконується функціональне рівняння на зразок дзета-функції Рімана і аналог гіпотези Рімана. | Раціональність дзета-функції доведена Гротендіком і Дворком, а гіпотеза Рімана — Делінем. З цих результатів випливають явні формули і оцінки для числа точок на алгебраїчному многовиді над скінченним полем, які широко застосуються у конструкції алгебраїчно-геометричних кодів і алгоритмах факторизації цілих чисел. |
| Гіпотеза Таніями-Шимури.                                         | Будь яка еліптична крива над {\displaystyle \mathbb {Q} } є модулярною. | Доведена Ендрю Вайлсом разом з його учнями і співпрацівниками. Робота Вайлса призвела до остаточного розв'язання великої теореми Ферма. |

## Розділи теорії чисел
Теорію чисел умовно поділяють за методами досліджень на такі розділи[джерело?]:

### Елементарна теорія чисел
В елементарній теорії чисел, цілі числа вивчають без використання методів з вищої математики. До цього розділу відносять такі питання, як подільність цілих чисел, алгоритм Евкліда обчислення найбільшого спільного дільника, розклад числа на прості множники, досконалі числа, мала теорема Ферма, теорема Ейлера.

### Алгебраїчна теорія чисел
Алгебраїчна теорія чисел розширює поняття числа. Алгебраїчне число — це корінь многочлена з раціональними коефіцієнтами. Місце цілих чисел посідають цілі алгебраїчні числа, тобто корені многочленів з цілими коефіцієнтами і старшим коефіцієнтом {\displaystyle 1}.
Поля алгебраїчних чисел називаються Алгебраїчними числовими полями чи скорочено числовими полями.
На відміну від цілих чисел, серед алгебраїчних чисел закон однозначності розкладу на прості множники може і не виконуватись.
Найпростіші числові поля — квадратичні поля, були вивчені ще Гаусом в теорії квадратичних форм. Їх також можна описати через ідеали та норми.
Вивчення ідеальних чисел узагальнилось в теорію ідеалів, започатковану Кумером та Дедекіндом.

### Аналітична теорія чисел
Розділ теорії чисел, що використовує методи математичного аналізу. Прикладом є застосування комплексного аналізу для доведення теореми про розподіл простих чисел з використаннях дзета-функції Рімана.
Також проблемами аналітичної теорії чисел є: гіпотеза Гольдбаха, проблема Уоринга, гіпотеза Рімана.
Важливим інструментом аналітичної теорії чисел є теорія модулярних форм.